# Світ, що потонув (роман Балларда)
«Світ, що потонув» (англ. The Drowned World) — науково-фантастичний роман  англійського письменника Джеймса Балларда, де внаслідок зміни клімату відбувається загальне затоплення суходолу на Землі. Люди опиняються перед нестачею землі, де вони могли б існувати. Надруковано у 1962 році. Роман складається з 15 розділів.

## Зміст
Події відбуваються в 2145 році в Лондоні. Земна куля виявляється практично повністю затоплений водою. Життя населення зосереджена на полюсах планети, де клімат ще дозволяє більш-менш стерпно існувати. Світ поступово заповнюють гігантські рослини і первісні рептилії. На місці колишніх мегаполісів, виникають морські лагуни. Люди переважно мешкають в будинках-островах. Спорожнілі міста відвідують лише дослідники і морські пірати.
Вченому-біологу Роберту Керансу доручено дослідити таку лагуну на місці колишнього Лондона, де на поверхні помітні лише дахи хмарочосів. Їх супроводжує військова команда. Дослідники намагаються скласти карту зміненого світу, описати флору і фауну, що мутувала. У роману прокидається генетична пам'ять, дрімала десятки мільйонів років, і їм починають снитися дивні сни (сонце дзвенить наче барабан, лагуна наповнена зміями та вуграми, ігуани ревуть на сонці, вчені відчувають себе частиною лагуни), які повертають їх в епоху динозаврів. Першим на це вкачав один з вчених — доктор Алан Бодкін, що є єдиним у групі, який пам'ятає світ перед початком виникнення води та має емоційний зв'язок з Лондоном. З цього часу поведінка людей все більше підпорядковується інстинктам, а не розуму. Керанс починає розуміти, що занепад, що пережила природа. відбувається також в людях, які відірвалися від природи. Поступова некваплива робота вчених та військових переривається надзвичайною подією — один з військових, лейтенант Гартман раптово зникає — він вирушив у теплі краї. Усе кинуто на пошуки Хартмана, якого не можуть знайти. В цей час отримано наказ про повернення до табору Берд в Гренландії. Полковник Ріггс повертається з військовими та більшість вчених.
Після завершення робіт Роберт Керанс з колегами Беатріс Дал і Аланом Бодкіним вирішують осісти серед боліт. Керанс мучає себе психоаналітикою, аналізуючи та обговорюючи регрес середовища в неотріасовий період. Бодкін висуває теорію, що весь світ, включно з людьми, йде в зворотному шляху, і страшні сни, які зараз переживають багато хто, насправді є давніми біологічними спогадами, що означає людину, яка рухається назад в еволюційному часі. Керан розмірковує про необхідність рушити на Південь.
Через 6 місяців до їх невеличкого поселення на вищих поверхах колишнього готелю «Риц» вдираються морські пірати на чолі із альбіносом Стренменом, який змушує Керанса під водою разом з іншими піратами шукати місце, де могли би бути скарби. Пірати роблять греблю та відводить воду з лагуни, що пограбувати рештки Лондона. Бодкін, Керанс і Беатріс гуляють Лондоном, який виглядає жахливо, ніж коли Керанс занурювався у воду.
Зрештою вчені виступають проти грабунку міста, вони намагаються відновити лагуни, проте невдало. Під час спроби підриву греблі доктор Бодкін, а Керанса схоплено піратами. Його 2 дні катують під сонцем, на третій день Керанса залишають, вважаючи, що той помер, але він звільняється і ховається в будівлі. Потім прокрадається до корабля Стренмена, де знаходить Беатріс. В цей час повертаються військові на чолі із Ріггсом, що рятує Беатріс і Керанса. Втім ріггс вважає, що Странгмана нічого не порушив й навпаки отримує нагороду від ООН. Згодом Керанс бачить, що Ріггс з піратами затоваришували. Стренмен спокушає беатріс коштовностями, але зрештою вона вирішує рухатися з Ріггсом на північ. Керанс знищує греблю та відновлює лагуну. Беатріс просить Керанса рятуватися самому, залишити її.
Керанс залишає на плоту лагуну, яка знову накрила Лондон. Через декілька днів подорожі потрапляє до джунглів, серед яких знаходить невеличку церкву. Тут зустрічає Гартмана, що осліп та ніког не впізнає. Керанс піклується про того, але на третій день Гартман зникає. Керанс залишає напис, що з ним все гаразд, хоча знає, що ніхто цього не побачить. Завершується роман тим, що Керанс продовжує подорож на південь, без жодного уявлення про кінцеву мету. Автор роману називає його Другим Адамом, що шукає забутий рай.